# Várlak nálad vacsorára
A Várlak nálad vacsorára (eredeti cím: House Calls) 1978-ban bemutatott amerikai romantikus filmvígjáték Howard Zieff rendezésében. A főbb szerepekben Walter Matthau és Glenda Jackson látható.
Az Amerikai Egyesült Államokban 1978. március 15-én, Magyarországon 1982. december 30-án mutatták be.

## Cselekmény
Charley Nichols nemrég megözvegyült. A hirtelen jött szabadságot a nőcsábász férfi arra használja, hogy egyéjszakás kalandokba keveredjen.
A kórházat, ahol Charley is dolgozik, Dr. Amos Willoughby, egy szenilis orvos vezeti. Egyik betege, Ann Atkinson olyan állkapocs-rögzítőt kap, melyet Charley szerint már 50 éve nem használnak. Állását kockáztatva egy korszerűbb eljárással megműti. Willoughby dühös lesz, amikor megtudja, hogy kollégája „ellopta” a betegét. Charley kollégája és bizalmasa, Dr. Norman Solomon próbálja megoldani a helyzetet. A kirúgást elkerülendő Charley kénytelen lesz az igazgatói posztra Willoughby-t javasolni újabb öt évre (bár tudja, a férfi alkalmatlan a posztra).
Charley már a betegágyon vonzónak találja Annt. Később egy televíziós beszélgetésben ellentétes oldalon állnak és hevesen vitatkoznak. Utána azonban Charley meghívja egy kávéra a közeli büfébe. Közben kiderül, hogy a nő elvált, és túrótortákat készít, amiket cukrászdáknak ad el, és nem fogadja el volt férjétől a gyerektartást. Charley élvezi a beszélgetést és felajánlja a nőnek, hogy beviszi a kórházba adminisztrátornak, betegfelvételi munkára. Egyik este Charley kocsija lerobban a nő lakásának közelében, ezért felmegy hozzá telefonálni. Nemsokára rendszeresen közös programokat csinálnak, majd az első szerelmes éjszaka után a nő javaslatára két hetes próbaidőt tartanak egymással.
A kórházban egy baseball menedzsert félrekezelnek, ezért meghal a műtőasztalon. Bár 5 millió dollárt hagyott volna a kórházra, az özvegye, Ellen Grady orvosi műhiba miatt be akarja perelni őket 10 millió dollárra, ami a kórház számára katasztrófát jelentene. Charley a közös összejövetel alkalmával próbálja magyarázni a helyzetet az özvegynek: ő látszólag hajlik a rábeszélésre, és két napot ad rá, hogy Charley elmagyarázza neki, mi történt a férjével. Charley elmegy a házába és csak reggel ébred fel a biliárdasztalon, teljesen felöltözve. Ellen szerint a férfi elaludt és nem történt semmi kettejük között, valamint továbbra is szándéka beperelni a kórházat. Charley elmenőben igyekszik két millióra lealkudni az összeget. Amikor hazaér Annhez, a nő sejti, mi történhetett. Éjfélkor betelefonált a kórházba és elmondták neki, hogy Charley már fél hatkor elment (Charley korábban azt mondta, a kórházban lesz egy hosszú megbeszélésen). Amíg a férfi fürdik, dühében bepakolja annak ruháit a mélyhűtőbe. Összevesznek Ann-nel, mert a nő azt mondja neki, gyávaság volt újból Willoughby-t javasolnia igazgatónak.
A kórházban Willoughby személyesen biztosítja az orvosokat, hogy többé nem akar operálni. Amikor azonban a megválasztására kerül a sor és Charley szavazata miatt megválasztják, azonnal ellentmond korábbi ígéretének. Charley ekkor visszavonja a javaslatát a kinevezésre. Időközben Ann otthagyta munkáját, ezért Charley egy mentőssel a keresésre indul a környéken. Amikor megtalálja, megkéri a kezét, amit a nő elfogad.

## Szereplők
| Szerep              | Színész          | Magyar hang     |
| ------------------- | ---------------- | --------------- |
| Dr. Charley Nichols | Walter Matthau   | Gera Zoltán     |
| Ann Atkinson        | Glenda Jackson   | Földi Teri      |
| Dr. Amos Willoughby | Art Carney       | Képessy József  |
| Dr. Norman Solomon  | Richard Benjamin | Ujréti László   |
| Ellen Grady         | Candice Azzara   | Földessy Margit |
| Irwin Owett         | Dick O'Neill     | Makay Sándor    |
| Phil Pogostin       | Thayer David     | Verebes Károly  |
| TV-s műsorvezető    | Anthony Holland  | Varga T. József |
| Mrs. de Voto        | Reva Rose        | Czigány Judit   |
| Lani Mason          | Sandra Kerns     | Farkas Zsuzsa   |
| Mr. Quinn           | Brad Dexter      | Szabó Ottó      |
| Mrs. Conway         | Jane Connell     | Dallos Szilvia  |
| Harry Grady         | Lloyd Gough      | Füzessy Ottó    |
| Dr. O’Brien         | Gordon Jump      | Huszár László   |
| Dr. Sloan           | William J. Fiore | Kiss Gábor      |
| Levi                | Taurean Blacque  | Huszár László   |
| Michael Atkinson    | Charles Matthau  | Szokol Péter    |
| Sminkes             | Ken Olfson       | Surányi Imre    |
| Pincér              | Len Lesser       |                 |
| Gretchen            | Nancy Hsueh      | Magda Gabi      |

Michael Atkinsont, Ann kamasz fiát Walter Matthau fia, Charles alakítja.

## Házimozi-megjelenés
2005-ben jelent meg DVD-n. 
Az eredeti hangsávot kissé átszerkesztették, például ismeretlen okból kimaradt a The Beatles a Something (In The Way She Moves) című betétdala.

## Fogadtatás
1978-ban a vígjátékok közül a 18. volt 100-ból, ugyanabban az évben a romantikus filmek közül az 5. volt a 17-ből.

## Kapcsolódó sorozat
1979-ben a CBS egy szituációs komédiát indított el a Várlak nálad vacsorára nyomán, House Calls címmel. A főszereplőket Lynn Redgrave (Ann Atkinson) – később Sharon Gless vette át a szerepet – és Wayne Rogers (Dr. Charley Michaels sorozatbeli megfelelője) alakította. 
A sorozat 1982-ig volt adásban.

## Fordítás
Ez a szócikk részben vagy egészben  a   House Calls (1978 film) című angol Wikipédia-szócikk fordításán alapul.  Az eredeti cikk szerkesztőit annak laptörténete sorolja fel. Ez a jelzés csupán a megfogalmazás eredetét és a szerzői jogokat jelzi, nem szolgál a cikkben szereplő információk forrásmegjelöléseként.